# NASDAQ

Logo

Die Nasdaq [ˈnæsdæk] mit Sitz in New York ist die eine elektronische Börse in den USA. Der Name ist ein Akronym für National Association of Securities Dealers Automated Quotations. Die Börse wurde 1971 von der National Association of Securities Dealers (NASD) als vollelektronische Handelsplattform gegründet. Sie wird oft auch als „Technologiebörse“ bezeichnet, da sie wegen historisch geringerer Anforderungen und Kosten als die konkurrierende New York Stock Exchange (NYSE) von kleineren (und riskanteren) Firmen des Technologiesektors bevorzugt wurde.

## Struktur
Die Nasdaq setzt sich aus dem Nasdaq National Market und dem Nasdaq SmallCap Market zusammen. Seit Februar 2008 wird die Börse von der Nasdaq, Inc. betrieben. Aufsichtsbehörde ist die United States Securities and Exchange Commission (SEC).
Der Sitz der Hauptbörse ist in den USA, mit Börsen in Kanada und Japan. Es bestehen Verbindungen zu den Börsen in Hongkong und Europa. Der Sitz in New York ist in der nordwestlichen Ecke des Condé Nast Buildings am Times Square von Manhattan untergebracht.

## Geschichte

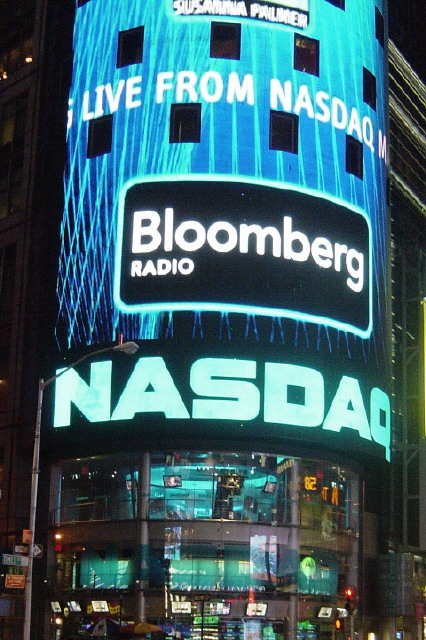
Nasdaq-Sitz am Times Square mit historischem Logo

Die NASDAQ wurde von der National Association of Securities Dealers (NASD) als vollelektronische Handelsplattform gegründet und begann mit dem Handel am 8. Februar 1971.
Im Jahr 1998 erfolgte die Fusion mit der American Stock Exchange; seit 1999 ist es die größte amerikanische Börse, in der die Hälfte der US-amerikanischen Aktiengesellschaften gelistet ist.
Im Jahr 2002 führte die Nasdaq Supermontage, kurz SUMO, als elektronisches System ein.
Im größten Zivilprozess der USA-Geschichte verurteilte ein Bundesgericht Dutzende von Brokerhäusern (darunter Merrill Lynch, Goldman Sachs und Salomon Smith Barney) zu Zahlungen in Höhe von 1,03 Milliarden US-Dollar an geschädigte Investoren, die mit einem groß angelegten Plan mittels Preisfixierung betrogen wurden.
Am 25. Mai 2007 wurde bekannt, dass sich die Nasdaq mit der schwedischen Börse OMX zusammenschließen wird. Die NASDAQ bot 2,73 Milliarden Euro für den Börsenbetreiber OMX. Nach der Fusion, die im Februar 2008 abgeschlossen war, hieß das Unternehmen Nasdaq OMX Group und besaß eine Marktkapitalisierung von rund 7,1 Milliarden US-Dollar. Die Übernahme der London Stock Exchange (LSE) scheiterte dagegen im Jahr 2006 am Widerstand des Managements der Londoner Börse.

## Handel
Die Nasdaq erlaubt es mehreren Marktteilnehmern, am Handel mittels des Electronic Communication Network (ECN) teilzunehmen. Das Small Order Execution System (SOES) ist ein weiteres NASDAQ-Merkmal, das 1984 eingeführt wurde, um auch bei höherem Handelsaufkommen die Ausführung aller Aufträge sicherzustellen.
Am OTC Bulletin Board der NASDAQ werden die Aktien unter dem Symbol NDAQ gehandelt.
Die Handelszeiten der Nasdaq sind von 9:30 bis 16:00 Uhr New Yorker Ortszeit (EST), was in der Regel 15:30 bis 22:00 Uhr deutscher Zeit (MEZ) entspricht. Im Frühjahr und Herbst kommt es zu Abweichungen, da sich die jährliche Umstellung zwischen Normal- und Sommerzeit in New York von der deutschen im Datum unterscheidet. Zusätzlich gibt es – wie oft an elektronischen Handelsplätzen – erweiterte Handelszeiten, während derer das Volumen allerdings deutlich geringer ist. Diese sind von 7:00 bis 9:30 Uhr Ortszeit („pre-market session“) sowie von 16:00 bis 20:00 Uhr Ortszeit („after-market session“).

## Statistik

Nasdaq Composite 1994–2005

Am 17. Juli 1995 schloss der Nasdaq-Composite-Aktienindex mit 1.005,89 Punkten erstmals über der Grenze von 1.000 Punkten. Am 10. März 2000 markierte der Index mit 5.048,62 Punkten ein Allzeithoch und signalisierte den Anfang vom Ende des Dot-Com-Booms. Am 23. April 2015 erreichte der Index ein neues Allzeithoch nach mehr als 15 Jahren.
Die Tabelle zeigt die Tage mit den höchsten Volumina aller gehandelten Aktien (Einfachzählung) an der Nasdaq.
| Rang | Datum         | Handelsvolumen |
| ---- | ------------- | -------------- |
| 1    | 26. Juni 2009 | 5.214.013.855  |
| 2    | 24. Juni 2016 | 5.138.426.981  |
| 3    | 25. Juni 2010 | 5.033.380.798  |
| 4    | 9. Nov. 2016  | 4.722.533.987  |
| 5    | 26. Juli 2016 | 4.587.966.984  |
| 6    | 25. März 2014 | 4.486.188.694  |
| 7    | 22. Juni 2018 | 4.466.760.011  |
| 8    | 19. Sep. 2014 | 4.425.874.101  |
| 9    | 24. März 2014 | 4.309.048.275  |
| 10   | 21. März 2014 | 4.281.975.528  |

## Indizes
- Nasdaq Composite
- NASDAQ-100
- NASDAQ Biotechnology Index
- NASDAQ 100 Financial Index

## Börsensegmente
- NASDAQ Global Select Market
- NASDAQ Global Market
- NASDAQ Capital Market
- NASDAQ PORTAL Market

## Mitgliedschaften
Sie ist Mitglied in:
- Federation of European Securities Exchanges[7]
- Sustainable Stock Exchanges Initiative